# 80-ті роковини трагедії в Бабиному Яру (срібна монета)
«80-ті роковини трагедії в Бабиному Яру» (срібна монета) — срібна ювілейна монета номіналом 10 гривень, випущена Національним банком України, присвячена 80-м роковинам голокосту, який сталався в урочищі Бабин Яр у Києві під час Другої світової війни. Монету введено в обіг 27 вересня 2021 року. Вона належить до серії «Інші монети».

## Опис та характеристики монети
| Номінал грн. | Метал           | Маса, грам | Діаметр, мм. | Якість виготовлення       | Гурт                           | Тираж, штук |
| ------------ | --------------- | ---------- | ------------ | ------------------------- | ------------------------------ | ----------- |
| 10           | срібло (Ag 925) | 31.1       | 38,6         | спеціальний анциркулейтед | гладкий із заглибленим написом | 3 000       |

### Аверс
На аверсі монети праворуч розміщено малий Державний Герб України, під яким діагонально до центра зверху вниз напис "УКРАЇНА". Ліворуч зазначено номінал "10" і напис "ГРИВЕНЬ" (під яким діагонально до центра зверху вниз).В центрі розташований фрагмент топографічного зображення Бабиного Яру, пронизаний концентратичними колами, як символ мішені. На цьому фоні розташоване пронизане кулею серцу. Угорі півколом розташований напис  "БАБИН ЯР 1941". Рік карбування монети – 2021 розташований унизу.

### Реверс
На реверсі монети зображено антропоморфні фігури, що нібито лежать під землею та уособлюють розстріляні сім’ї (художньо-образна композиція, яка символізує  трагедію Бабиного Яру). Напис: "80-ТІ РОКОВИНИ ТРАГЕДІЇ В БАБИНОМУ ЯРУ" розміщено вгорі реверса монети.

## Автори

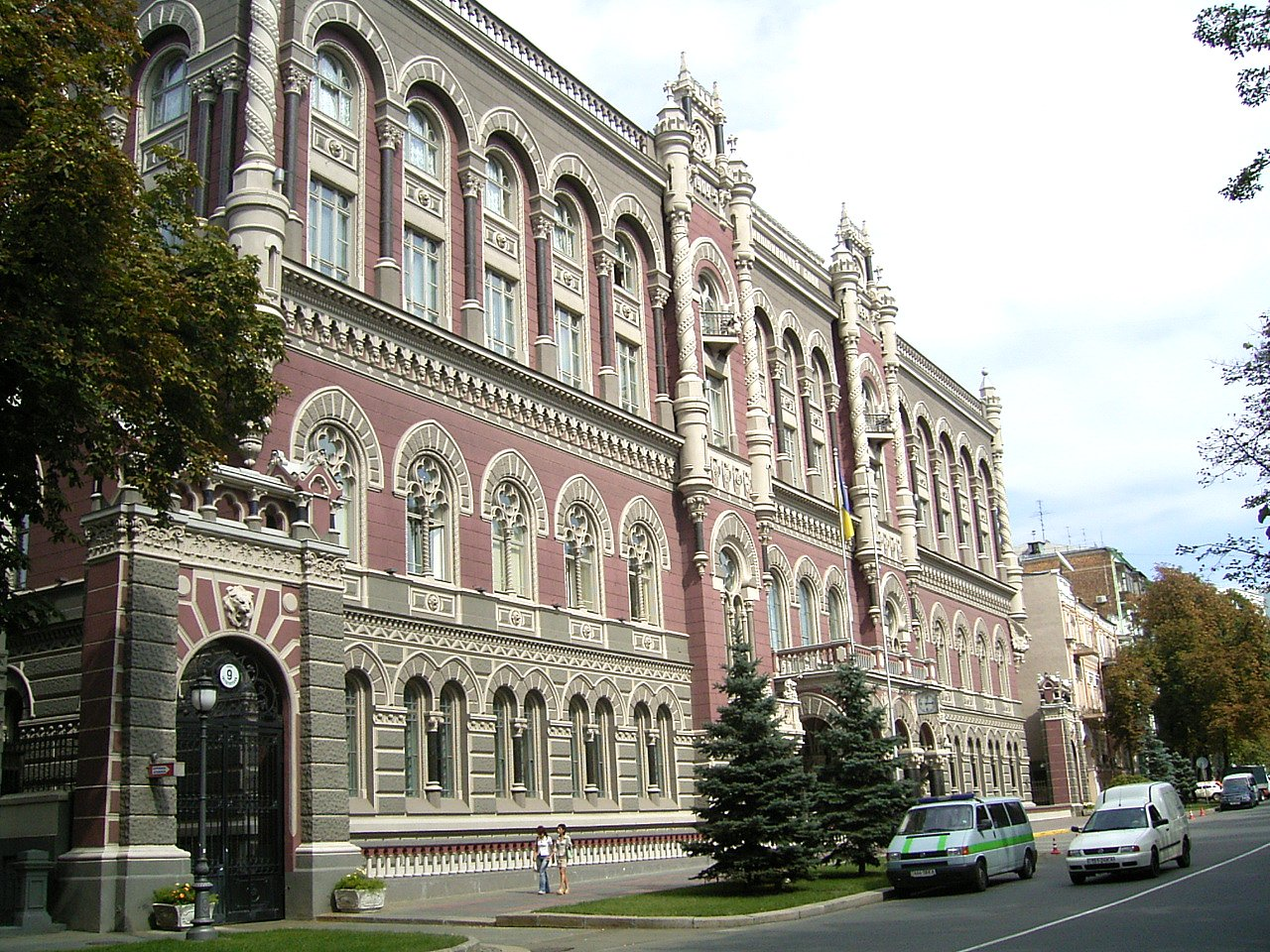
Будівля Національного банку України

- Художник:  Таран Володимир, Харук Олександр, Харук Сергій
- Скульптори:  аверс: Дем`яненко Володимир , Атаманчук Володимир;  реверс: програмне моделювання: Лук`янов Юрій.

## Вартість монети
Роздрібна ціна Національного банку України  1531 гривень.
Фактична приблизна вартість монети, з роками змінювалася так:
| Рік        | 2022  | 2023  | 2024  | 2025  |
| ---------- | ----- | ----- | ----- | ----- |
| Ціна, грн. | 1 750 | 1 840 | 2 600 | 2 900 |